# Mistrovství světa ve sportovním lezení 2007
Mistrovství světa ve sportovním lezení 2007 (anglicky: IFSC Climbing World Championship, francouzsky: Championnats du monde d'escalade, italsky: Campionato del mondo di arrampicata, německy: Kletterweltmeisterschaft) se uskutečnilo jako osmý ročník 17.-23. září v Avilés pod hlavičkou Mezinárodní federace sportovního lezení (IFSC), která se oddělila z Mezinárodní horolezecké federace (UIAA), poprvé ve Španělsku, závodilo se v lezení na obtížnost, rychlost a v boulderingu.

## Průběh závodů
Ve finále v lezení na obtížnost se umístili tři muži na stejném místě, bylo to jediné Mistrovství světa s větším počtem medailí. Dvě bronzové medaile si odnesl Cédric Lachat v lezení na obtížnost a v boulderingu. Čung Čchi-sin se stal Mistrem světa v lezení na rychlost, následující tři roky titul obhájil a tuto jeho medailovou pozici dosud niukdo nepřekonal. Obdobně u žen zde titul Mistryně světa obhájila Angela Eiterová a toto zopakovala s malou přestávkou ještě v letech 2011 a 2012.

### Češi na MS
Tomáš Mrázek získal svou čtvrtou a poslední medaili (bronzovou) v lezení (na obtížnost) na Mistrovství světa, následující roky ho v této disciplíně i na bedně vystřídal další český mistr světa Adam Ondra.
Martin Stráník se stal vicemistrem světa v boulderingu, získal druhou českou medaili a první mezi muži na Mistrovství světa ve sportovním lezení v této disciplíně.
Mezi dalšími závodníky skončili nejlépe Libor Hroza osmý ve čtvrtfinále v lezení na rychlost a Silvie Rajfová na třináctém děleném místě v boulderingu. Zajímavostí je účast Martina Stráníka a Tomáše Mrázka v lezení na rychlost.

### Výsledky mužů a žen
| obtížnost                                          | obtížnost            | rychlost             | rychlost              | bouldering              | bouldering              |
| -------------------------------------------------- | -------------------- | -------------------- | --------------------- | ----------------------- | ----------------------- |
| muži                                               | ženy                 | muži                 | ženy                  | muži                    | ženy                    |
| 1. Ramón Julián Puigblanque                        | 1. Angela Eiterová   | 1. Čung Čchi-sin     | 1. Taťjana Rujgová    | 1. Dmitrij Šarafutdinov | 1. Anna Stöhr           |
| 2. Patxi Usobiaga Lakunza                          | 2. Muriel Sarkanyová | 2. Manuel Escobar    | 2. Edyta Ropek        | 2. Martin Stráník       | 2. Akijo Noguči         |
| 3. Cédric Lachat 3. Tomáš Mrázek 3. Jorg Verhoeven | 3. Maja Vidmar       | 3. Sergej Sinicyn    | 3. Valentina Jurinová | 3. Cédric Lachat        | 3. Olga Bibiková        |
|                                                    |                      |                      |                       |                         |                         |
| 29.-30. Martin Stráník                             | —                    | 8. Libor Hroza       | —                     | 33.-34. Tomáš Mrázek    | 13.-14. Silvie Rajfová  |
| —                                                  | —                    | 37. Martin Stráník   | —                     | 87.-88. Jiří Přibil     | 35.-38. Helena Lipenská |
| —                                                  | —                    | 53.-70. Tomáš Mrázek | —                     | —                       | —                       |
| ? finalistů                                        | 8/2 finalistek       | 8/4 finalistů        | 8/4 finalistek        | 6 finalistů             | 6 finalistek            |
| ? semifinalistů                                    | 25 semifinalistek    | 16 semifinalistů     | 16 semifinalistek     | 20 semifinalistů        | 20 semifinalistek       |
| 115 mužů                                           | 68 žen               | 70 mužů              | 39 žen                | 131 mužů                | 77 žen                  |

### Čeští Mistři a medailisté
| Disciplína | Lezec/lezkyně  | Zlato | Stříbro          | Bronz            |
| ---------- | -------------- | ----- | ---------------- | ---------------- |
| Obtížnost  | Tomáš Mrázek   |       |                  | Bronzová medaile |
| Bouldering | Martin Stráník |       | Stříbrná medaile |                  |

### Medaile podle zemí
| pořadí | stát       | Zlatá medaile | Stříbrná medaile | Bronzová medaile | celkem |
| ------ | ---------- | ------------- | ---------------- | ---------------- | ------ |
| 1.     | Rusko      | 2             | 0                | 3                | 5      |
| 2.     | Rakousko   | 2             | 0                | 0                | 2      |
| 3.     | Španělsko  | 1             | 1                | 0                | 2      |
| 4.     | Čína       | 1             | 0                | 0                | 1      |
| 5.     | Česko      | 0             | 1                | 1                | 2      |
| 6.     | Polsko     | 0             | 1                | 0                | 1      |
| 6.     | Japonsko   | 0             | 1                | 0                | 1      |
| 6.     | Belgie     | 0             | 1                | 0                | 1      |
| 6.     | Venezuela  | 0             | 1                | 0                | 1      |
| 10.    | Švýcarsko  | 0             | 0                | 2                | 2      |
| 11.    | Slovinsko  | 0             | 0                | 1                | 1      |
| 11.    | Nizozemsko | 0             | 0                | 1                | 1      |

### Zúčastněné země
| 1.   | Španělsko          | Rakousko           | Čína               | Rusko      | Rusko              | Rakousko           |
| 2.   | Švýcarsko          | Belgie             | Venezuela          | Polsko     | Česko              | Japonsko           |
| 3.   | Česko              | Slovinsko          | Rusko              | Hongkong   | Švýcarsko          | Rusko              |
| 4.   | Nizozemsko         | Japonsko           | Itálie             | Čína       | Francie            | Rakousko           |
| 5.   | Itálie             | Španělsko          | Ukrajina           | Ukrajina   | Jižní Korea        | Japonsko           |
| 6.   | Norsko             | Jižní Korea        | Česko              | Itálie     | Nizozemsko         | Rusko              |
| 7.   | Rakousko           | Francie            | Polsko             | Venezuela  | Itálie             | Francie            |
| 8.   | Francie            | Švýcarsko          | Hongkong           | Kazachstán | Rakousko           | Ukrajina           |
| 9.   | Ukrajina           | USA                | Kazachstán         | Indonésie  | Japonsko           | Belgie             |
| 10.  | Jižní Korea        | Rusko              | Uzbekistán         | Nizozemsko | Ukrajina           | Česko              |
| 11.  | Německo            | Čína               | Maďarsko           | Rakousko   | Spojené království | USA                |
| 12.  | Japonsko           | Itálie             | Francie            | Japonsko   | Finsko             | Itálie             |
| 13.  | Slovinsko          | Ukrajina           | Španělsko          | Kyrgyzstán | Slovinsko          | Španělsko          |
| 14.  | Bulharsko          | Nizozemsko         | Bulharsko          | Guatemala  | Německo            | Švýcarsko          |
| 15.  | Brazílie           | Německo            | Německo            | Švýcarsko  | Španělsko          | Norsko             |
| 16.  | Švédsko            | Norsko             | Nový Zéland        | Maďarsko   | Kanada             | Maďarsko           |
| 17.  | Argentina          | Venezuela          | Malajsie           | Bulharsko  | Austrálie          | Čína               |
| 18.  | Rusko              | Maďarsko           | Spojené království | Slovinsko  | Brazílie           | Švédsko            |
| 19.  | Maďarsko           | Brazílie           | Slovensko          | Austrálie  | Venezuela          | Německo            |
| 20.  | Kanada             | Guatemala          | Kostarika          | Slovensko  | Norsko             | Slovinsko          |
| 21.  | Slovensko          | Austrálie          | Švýcarsko          | USA        | USA                | Spojené království |
| 22.  | Austrálie          | Bulharsko          | Guatemala          | —          | Polsko             | Bulharsko          |
| 23.  | Spojené království | Chorvatsko         | Nizozemsko         | —          | Slovensko          | Nizozemsko         |
| 24.  | Hongkong           | Portugalsko        | Portugalsko        | —          | Hongkong           | Jižní Korea        |
| 25.  | Venezuela          | Turecko            | Belgie             | —          | Švédsko            | Polsko             |
| 26.  | Chorvatsko         | Kazachstán         | Mongolsko          | —          | Argentina          | Venezuela          |
| 27.  | Portugalsko        | Mexiko             | Ekvádor            | —          | Bulharsko          | Guatemala          |
| 28.  | Mexiko             | Spojené království | Austrálie          | —          | Maďarsko           | Slovensko          |
| 29.  | Čínská Tchaj-pej   | Slovensko          | USA                | —          | Portugalsko        | Turecko            |
| 30.  | Filipíny           | Hongkong           | Honduras           | —          | Řecko              | Portugalsko        |
| 31.  | Kazachstán         | —                  | —                  | —          | Kazachstán         | Kazachstán         |
| 32.  | Malajsie           | —                  | —                  | —          | Nový Zéland        | Hongkong           |
| 33.  | Turecko            | —                  | —                  | —          | Mexiko             | Chorvatsko         |
| 34.  | Řecko              | —                  | —                  | —          | Chorvatsko         | Brazílie           |
| 35.  | Nový Zéland        | —                  | —                  | —          | Kostarika          | Kanada             |
| 36.  | Kostarika          | —                  | —                  | —          | Turecko            | Austrálie          |
| 37.  | Guatemala          | —                  | —                  | —          | Filipíny           | Mexiko             |
| 38.  | Honduras           | —                  | —                  | —          | Srbsko             | —                  |
| 39.  | Andorra            | —                  | —                  | —          | Čína               | —                  |
| 40.  | Mongolsko          | —                  | —                  | —          | Andorra            | —                  |
| 41.  | USA                | —                  | —                  | —          | Malajsie           | —                  |
| 42.  | —                  | —                  | —                  | —          | Guatemala          | —                  |
| 43.  | —                  | —                  | —                  | —          | Mongolsko          | —                  |
| (50) | 41                 | 30                 | 30                 | 21         | 43                 | 34                 |